# Juan Guillermo Riperdá

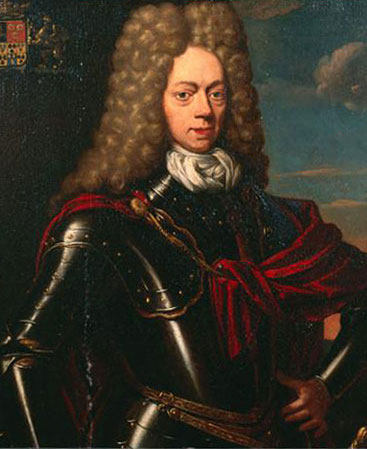
Johan Willem, Herzog und Baron von Ripperda

Juan Guillermo Riperdá, Baron, später Herzog (spanisch: duque), von Riperdá (* 7. März 1680 oder 1682 in Oldehove, Groningen, Niederlande; † 5. November 1737 in Tétouan, Marokko), geboren als Johan Willem Reichsfreiherr Ripperda, Herr von Englumborg und Jensema, war ein politischer Abenteurer und spanischer Minister während der Regierungszeit Philipps V. von Spanien.

## Leben
Ripperda entstammte einer uradeligen, katholischen Familie aus den Niederlanden. Seine Eltern waren Baron Ludolph Luirdt Ripperda tot Winsum und Maria Isabella van Deest. In jungen Jahren trat er zum Calvinismus über, da dies Voraussetzung für seine Wahl zu den Generalstaaten von Groningen war. Er erreichte in der holländischen Armee den Rang eines Obersten. 1715 wurde er als Botschafter der Niederlande nach Madrid entsandt. Dort trat er in spanische Dienste, trat zum Katholizismus über und wurde zum Bevollmächtigten von Giulio Alberoni, dem mächtigen Berater von Elisabetta Farnese, der zweiten Frau von König Philipp V. In Guadalajara (Spanien) leitete er eine Textilmanufaktur, die aber scheiterte. Im Anschluss wurde er zum Beauftragten für die staatlichen Manufakturen.
Nach der Entlassung Alberonis blieb Riperdá als Vertrauter der Königin im engsten Hofzirkel. 1724 entsandte man ihn in wichtiger Mission nach Wien, wo er den Wiener Vertrag zustande brachte, der die Vermählung des spanischen Infanten Karl mit der österreichischen Kaisertochter Maria Theresia vorsah. Außerdem erreichten die Bourbonen, dass sie das Herzogtum Parma nach dem Aussterben der regierenden Familie Farnese weiterführen durften. Die spanische Mission wurde von ihm und Juan Bautista de Orendáin geleitet.
Zurückgekehrt, wurde er in Dankbarkeit zum Herzog von Ripperda erhoben. Er forderte und bekam an Stelle von José de Grimaldo den Posten des Ministerpräsidenten (Primero Secretario de Estado) und die Zuständigkeiten für auswärtige Angelegenheiten, Finanzen sowie das Kriegs- und Marineministerium.
Bald zeigte sich das Ergebnis seiner Wiener Tätigkeit aber als Scheinerfolg: Ripperda hatte zum einen den Österreichern (finanzielle) Zugeständnisse gemacht, zu denen er nicht autorisiert gewesen war und zum anderen größere Summen unterschlagen. Im Mai 1726 verlor er daher seine Stellung, den Vorsitz der Minister übernahm wieder Grimaldo. Ripperda floh in die britische Botschaft und wurde dort gefangen genommen. Des Landesverrats angeklagt, hielt man ihn auf dem Alcázar von Segovia gefangen, von wo es ihm nach zwei Jahren gelang, über Portugal nach England zu entfliehen.
In London bereitete man ihm einen großen Empfang, empfahl ihm dann aber, dass er das Land verlassen solle, um in die Niederlande zurückzukehren. 1730 kehrte er nach Holland zurück und nahm den reformierten Glauben wieder an. Ein Jahr später tauchte er am Hof Mulei Abdallahs von Marokko als dessen Freund und Berater und als rechtgläubiger Muslim auf. Als Befehlshaber des Heers gegen Spanien, zu dessen Entsendung er geraten hatte, wurde er aber 1733 bei Ceuta (Gibraltar) geschlagen, was ihm die Ungnade des Sultans zuzog. Er starb 1737 in Marokko in großer Armut.